# Marktfestsetzung
Die Marktfestsetzung (Festsetzung einer Veranstaltung) richtet sich nach der Gewerbeordnung. Veranstalter von Messen, Ausstellungen, Wochenmärkten, Spezialmärkten, Jahrmärkten und Volksfesten können auf Grundlage des Marktrechts eine Festsetzung beantragen. Der Antrag erfolgt bei der Behörde, in deren Gebiet die Veranstaltung stattfinden soll. Zuständig ist das Gewerbeamt oder das Ordnungsamt. Nach Abschluss des Verfahrens erhält der Veranstalter Marktfreiheiten.

## Antrag
Um eine Festsetzung zu erhalten, muss der Veranstalter einen Antrag auf Festsetzung nach § 69 GewO stellen. Dies ist meistens ein Formblatt, nähere Auskünfte kann die örtliche Behörde geben. Darin muss der Veranstalter angeben, was für eine Art Veranstaltung geplant ist. Es gibt die Messe (nach § 64 GewO), die Ausstellung (nach § 65 GewO), den Wochenmarkt (nach § 67 GewO), den Spezialmarkt (nach § 68 Abs. 1 GewO), den Jahrmarkt (nach § 68 Abs. 2 GewO) und das Volksfest (nach § 60 b GewO).
Der Antrag muss Auskunft über den Veranstaltungsort (am besten mit Skizze) geben, die Dauer der Veranstaltung, die Öffnungszeiten, die Zeiten für den Aufbau und für den Abbau geben und Informationen über den Charakter der angebotenen Waren geben.
Als Anlagen sind Angaben zur Versicherung, ein Teilnehmerverzeichnis und eine Übersicht über Stände einzureichen.
Aufgrund der Dauer muss der Veranstalter sowie die mit der Veranstaltung beauftragte Person ein polizeiliches Führungszeugnis sowie ein Auszug aus dem Gewerbezentralregister jeweils zur Vorlage bei einer Behörde beim örtlichen Bürgeramt beantragen.
Es ist sinnvoll, gleich eine Bestätigung über die Beantragung vorzulegen.
Falls weitere Aktivitäten geplant sind, zum Beispiel ein Feuerwerk oder andere spektakuläre Ereignisse, ist dies ebenfalls mit anzugeben.

### Ergänzung
Ist der Ausschank von Alkohol geplant, so ist dies gesondert zu beantragen. Das Verfahren ist mit der Behörde abzustimmen – z. B., ob jeder Anbieter einen eigenen Antrag stellen muss oder ob der Veranstalter sammelt und für alle einen Antrag stellt.

## Vergabe einer Kategorie im Rahmen des Verfahrens
Die Einordnung einer Veranstaltung erfolgt nach allgemeinen Kriterien:
Ausstellung (§ 69 GewO in Verbindung mit § 65 GewO):
- Angebot an Endverbraucher
- Vertrieb von Waren erfolgt direkt vor Ort
- gibt einen Überblick über einen Bereich der Wirtschaft
- Eintrittsgeld möglich
- Veranstaltung ist zeitlich begrenzt

Jahrmarkt (§ 69 GewO in Verbindung mit § 68 Abs. 2 GewO):
- breites Angebot an Waren
- Minimum: 12 Anbieter, sonst nicht festsetzungsfähig
- Eintrittsgeld nicht möglich
- Veranstaltung wird im regelmäßigen Turnus angeboten und ist zeitlich begrenzt

Messe (§ 69 GewO in Verbindung mit § 64 GewO):
- Angebot an Gewerbetreibende
- Vertrieb von Waren erfolgt durch Mustervorlagen
- gibt einen Überblick über einen Bereich der Wirtschaft
- Möglichkeit zum Direkterwerb durch Endverbraucher kann an einigen Tagen zugelassen werden
- Eintrittsgeld möglich
- Veranstaltung wird im regelmäßigen Turnus angeboten und ist zeitlich begrenzt

Spezialmarkt (§ 69 GewO in Verbindung mit § 68 Abs. 1 GewO)
- eng auf ein Fachgebiet begrenzt, z. B. CDs, Briefmarken, Wein
- nur 1 Spezialmarkt des jeweiligen Charakters pro Monat pro Gebiet zulässig
- Eintrittsgeld möglich
- Veranstaltung wird im regelmäßigen Turnus angeboten und ist zeitlich begrenzt

Volksfest (§ 69 GewO in Verbindung mit § 60 b GewO)
- Minimum: 6 Teilnehmer
- Schaustellerbuden und Attraktionen bilden Schwerpunkt der Veranstaltung
- kein Eintrittsgeld möglich
- keine Stände von Parteien oder Vereinigungen zulässig
- Veranstaltung wird im regelmäßigen Turnus angeboten und ist zeitlich begrenzt

Wochenmarkt (§ 69 GewO in Verbindung mit § 67 GewO):
- Angebot an Endverbraucher
- keine messetypischen Elemente wie Muster o. ä.
- Warenangebot vorgegeben durch § 67 Abs. 1 Nr. 1 bis 3 GewO
- Minimum: 12 Teilnehmer, sonst nicht festsetzungsfähig
- Veranstaltung ist zeitlich begrenzt, findet jedoch regelmäßig statt[1][3]

## Verfahren
Nach Stellung des Antrags prüft die Behörde, ob dem Willen Gründe entgegenstehen und fragt meist bei den zu beteiligenden Institutionen nach – dies sind zum Beispiel die Polizei, die Feuerwehr, die IHK, die Veterinär- und Lebensmittelaufsicht, das Umweltamt oder der TÜV. Während des Prozesses wird entschieden, ob die Stellen durch den Veranstalter oder die Behörde beteiligt werden.

## Ergebnis
Die Festsetzung wird in einem schriftlichen Bescheid bekannt gegeben. Dieser kann eine Gebühr enthalten. Gegen den Bescheid ist Widerspruch und Klage vor dem Verwaltungsgericht zulässig. Das Dokument muss während des Ereignisses mitgeführt und kontrollierenden Institutionen, z. B. der Polizei oder dem Ordnungsamt vorgezeigt werden.

## Vorteile
Nach erfolgreichem Abschluss der Prüfung und des Ergebnisses erhält die Veranstaltung Marktprivilegien und damit Freiheiten. Dazu zählt der Wegfall der Sonn- und Feiertagsruhe (mit Ausnahme des Karfreitags, des Volkstrauertages und des Totensonntags), es müssen keine Reisegewerbekarten (Ausnahme: Schausteller) beantragt werden und die Einschränkungen des Ladenöffnungsgesetzes (nicht für Wochenmärkte) sowie Beschäftigungsverbote entfallen.